# Queue-d'aronde

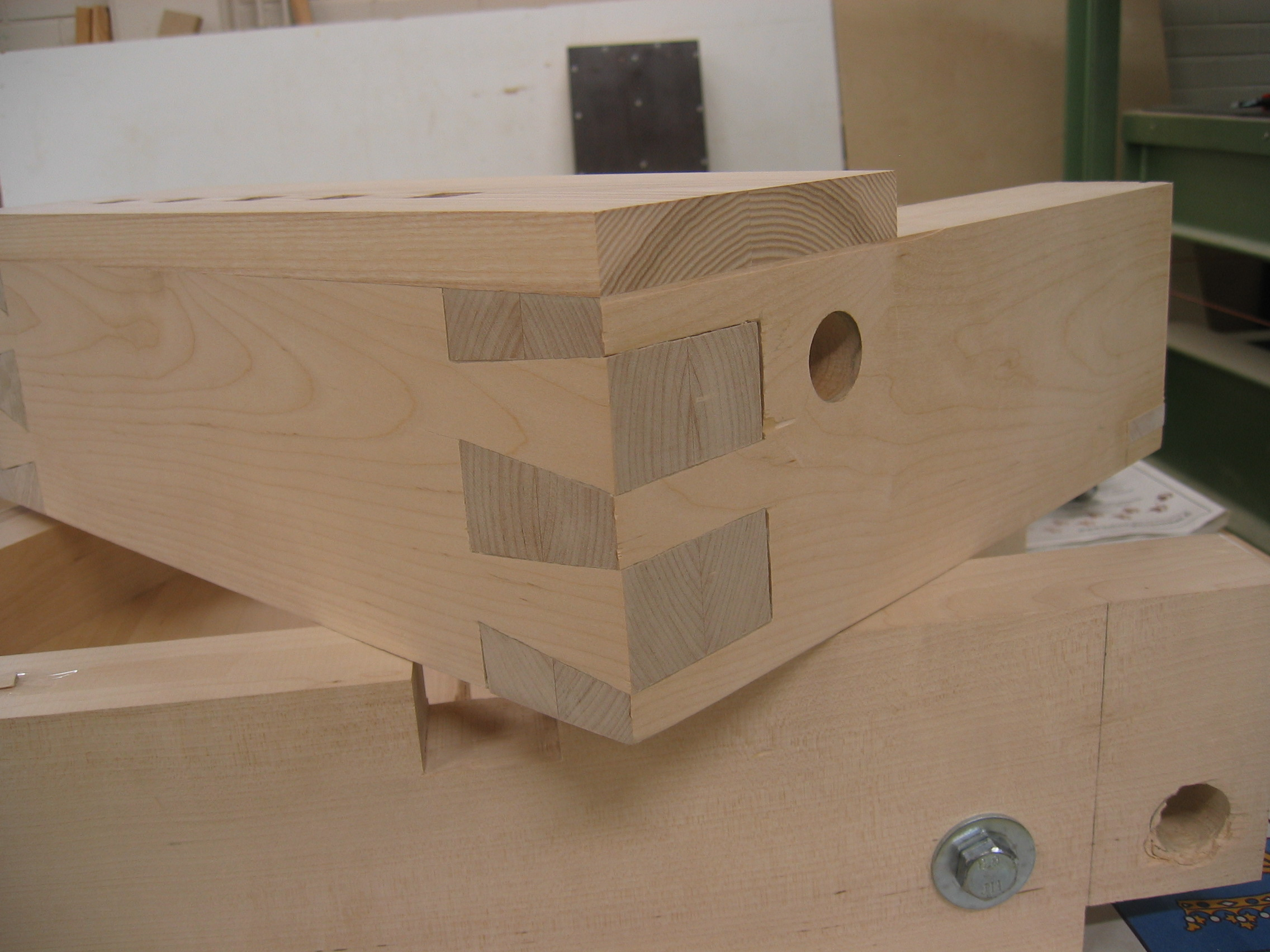
Assemblage à queue-d'aronde.

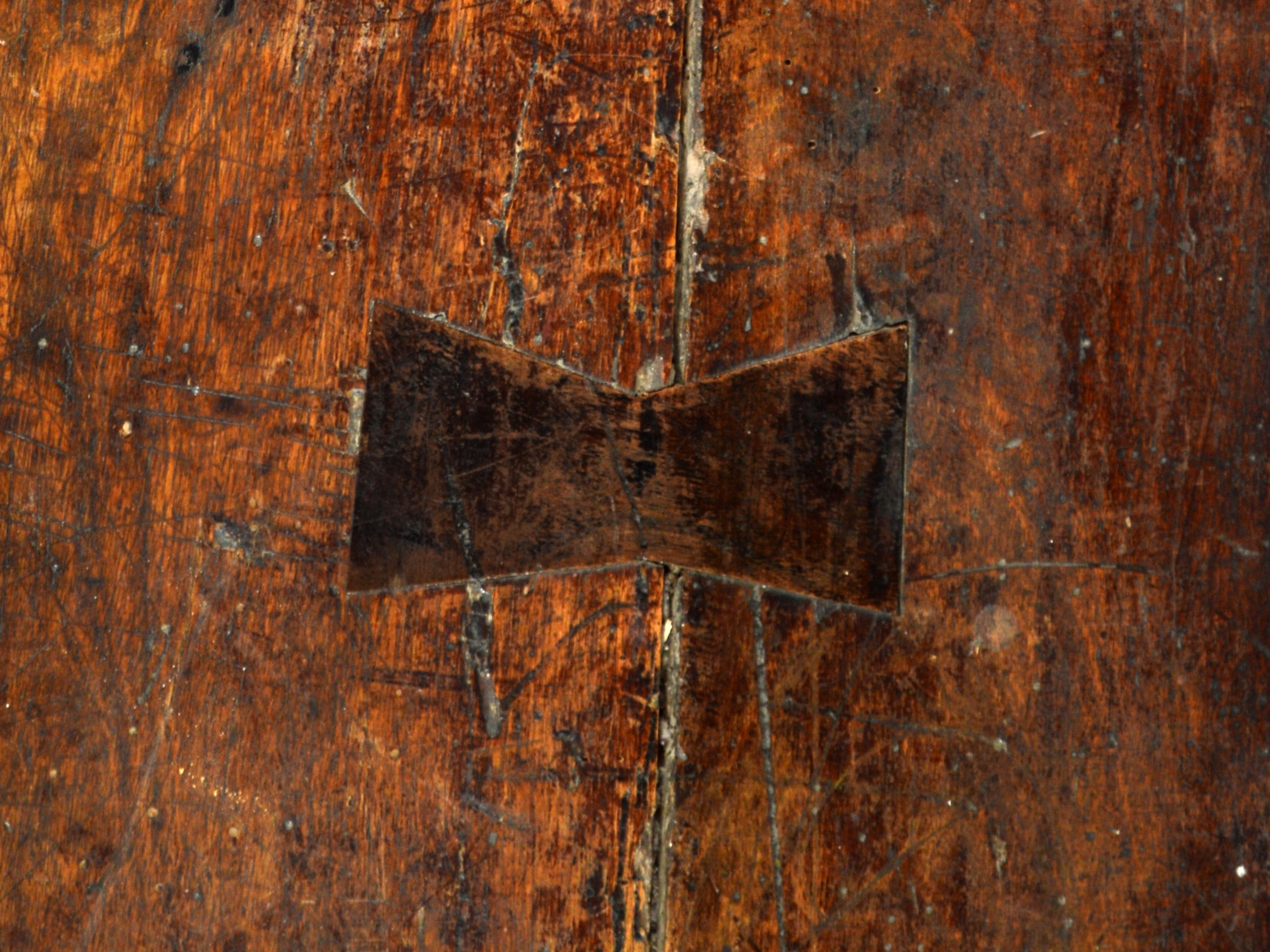
Clé à queue-d'aronde.

Une queue-d'aronde est un type de liaison mécanique entre deux pièces qui prend différentes formes, notamment :
- dans un assemblage à queue-d'aronde, elle se compose d'un tenon en forme de trapèze dans l'une des pièces et d'une rainure de même forme dans la seconde pièce ;
- dans clé à queue-d'aronde, la queue d'aronde est double.

Par extension, on appelle « queue-d'aronde » toute forme semblable (trapèze, voire triangle) accotée par le petit côté ou par la ponte à une autre forme, dans un but décoratif et non utilitaire.

## Origine du nom et usages linguistiques
Le mot « aronde » désignait autrefois l'hirondelle. Au XVIIIe siècle, on employait parfois « queue d'héronde ». On parle en anglais de dovetail joint (assemblage en « queue de colombe »). En allemand, Schwalbenschwanzverbindung et en néerlandais, Zwaluwstaartverbinding, on reste dans la métaphore de l'hirondelle, comme en français. En Suisse romande, on parle d'assemblage en « queue d'aigle ».
L'angle de coupe est effectué dans une proportion de 1/4 (soit un centimètre en largeur sur quatre centimètres en hauteur) ; cette proportion est différente à travers le monde.

## Usage dans l’architecture et les arts décoratifs
La bascule des chapiteaux des colonnes engagées, cantonnant des piles carrées, des XIe et XIIe siècles, est maintenue postérieurement par une fausse coupe en queue d'aronde. Il en est de même pour les corbeaux formant une forte saillie et destinés à porter un poids en bascule. « Mais c’est surtout dans les ouvrages de charpente que la queue d'aronde a été employée pendant le Moyen Âge. Les entraits des fermes dans les charpentes de combles des XIIIe, XIVe et XVe siècles sont généralement assemblés dans les sablières doubles en queue d'aronde et à mi-bois. »

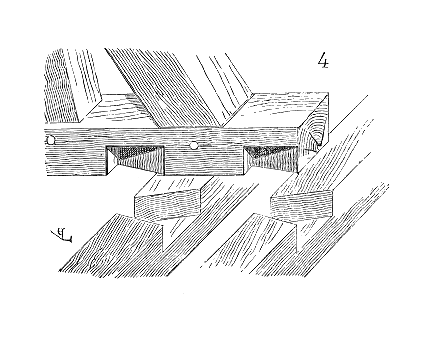
Dessin d'une sablière assemblée à l'aide d'une aronde. Issu du Dictionnaire raisonné de l'architecture française du XIe au XVIe siècle, par Eugène Viollet-Le-Duc, 1856.
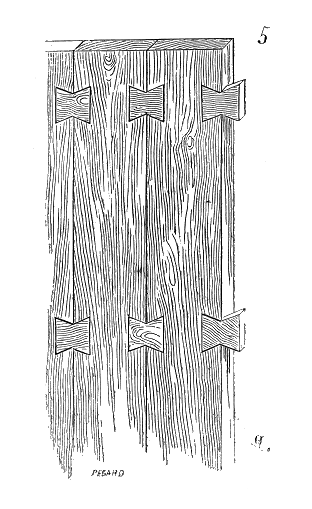
Dessin d'une aronde taillée à mi-bois, par Viollet-Le-Duc.
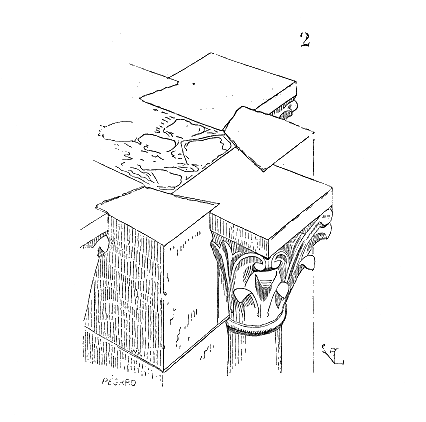
Dessin d'une colonne maintenue par une aronde, par Viollet-Le-Duc.
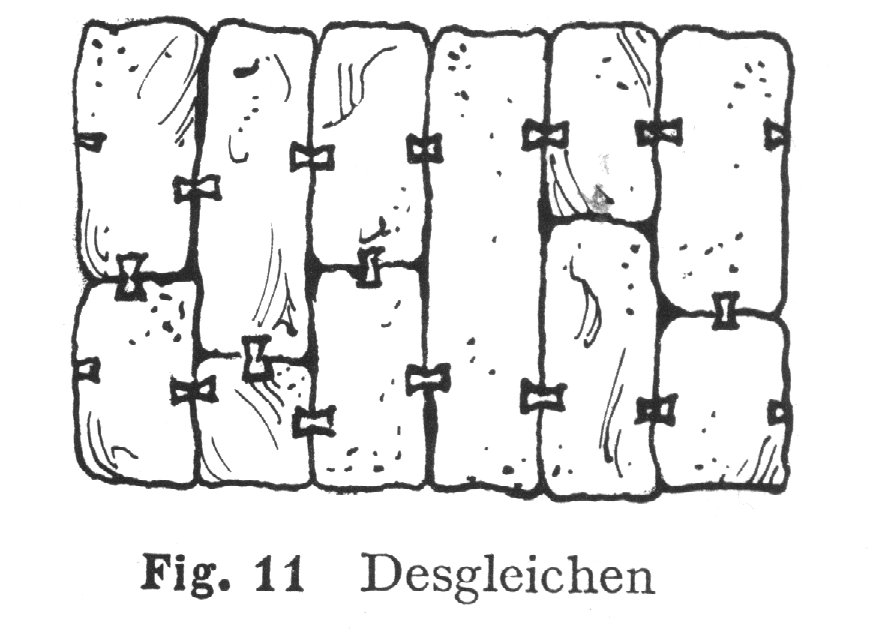
Mur païen du mont Sainte-Odile, plan de liaisonnement par clé à queue-d'aronde.
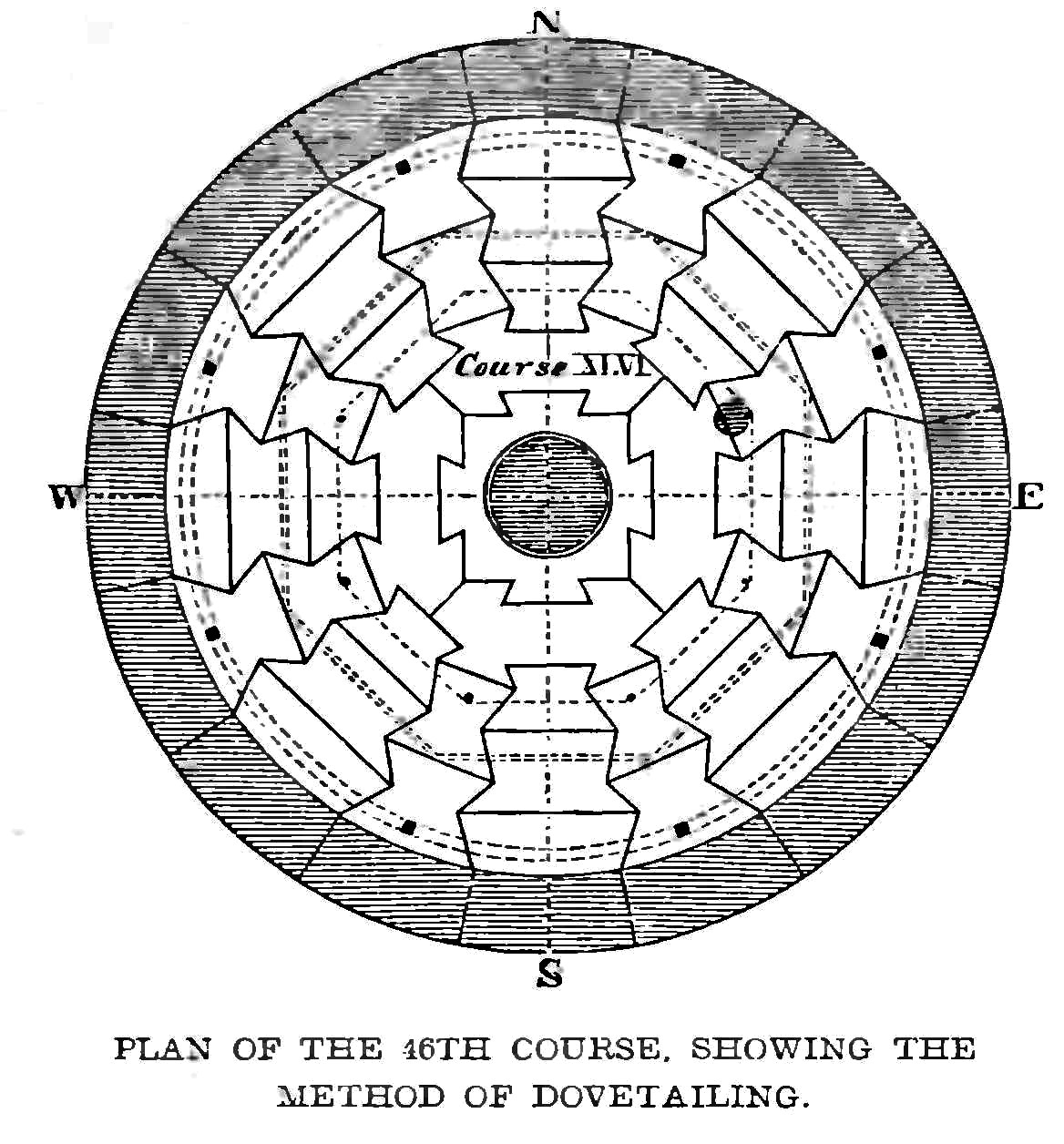
Coupe transversale du phare d'Eddystone, conçu par John Smeaton, au large de Plymouth en Angleterre, illustrant la conception innovante en queue-d'aronde pour résister à la force de la mer.

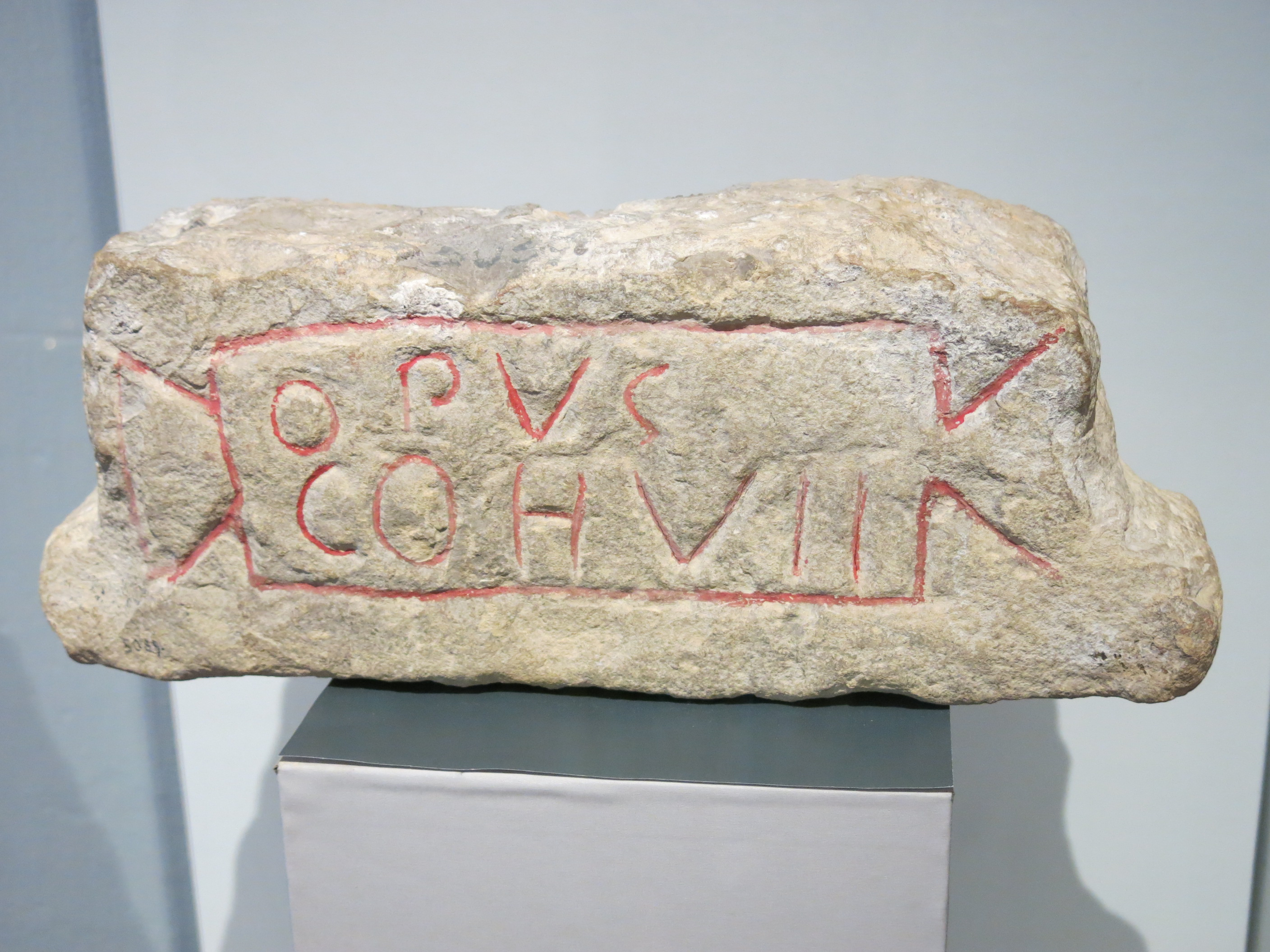
Cartouche à queue d'aronde avec marque de la 7e cohorte, musée archéologique de Strasbourg.

On appelle tabula ansata ou cartouche à queue-d'aronde un cartouche rectangulaire flanqué de part et d’autre d’une queue-d'aronde. L’ensemble peut évoquer un écriteau dont les queues-d'aronde seraient des « pattes de fixation ».

## Exemple d'assemblages en charpenterie traditionnelle dans le monde

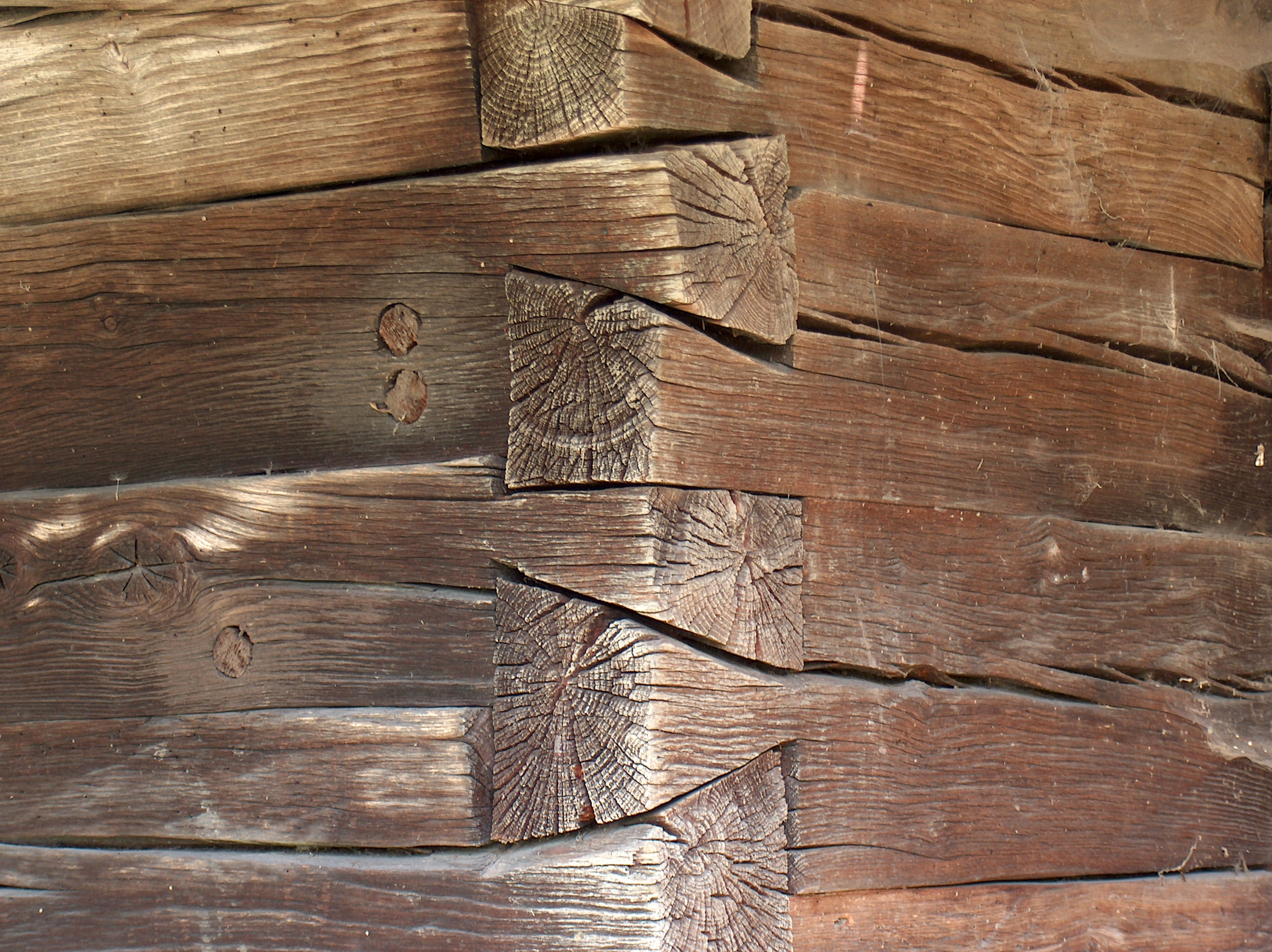
Bois empilé en queue d'aronde
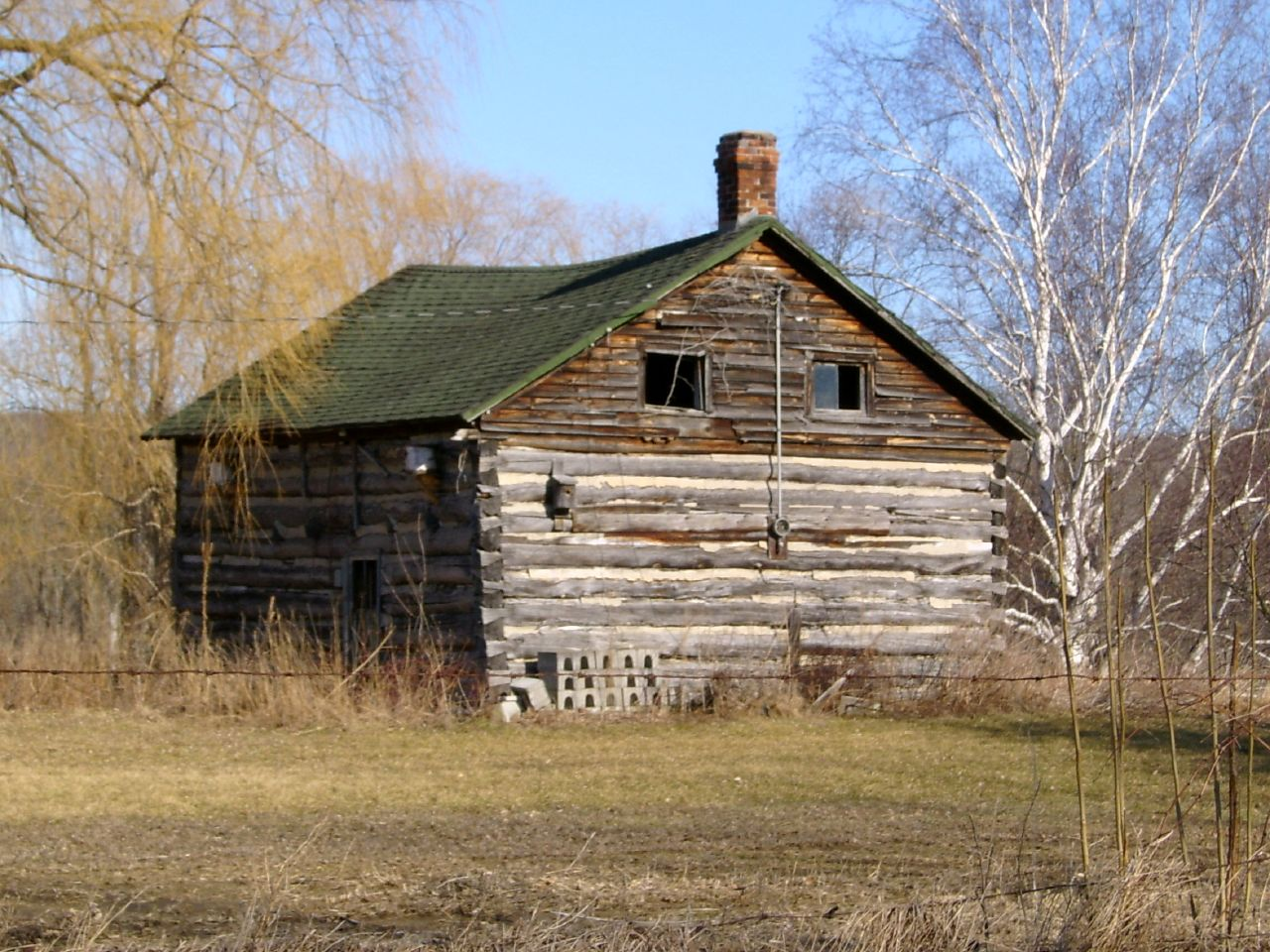
Maison de bois empilé en queue d'aronde
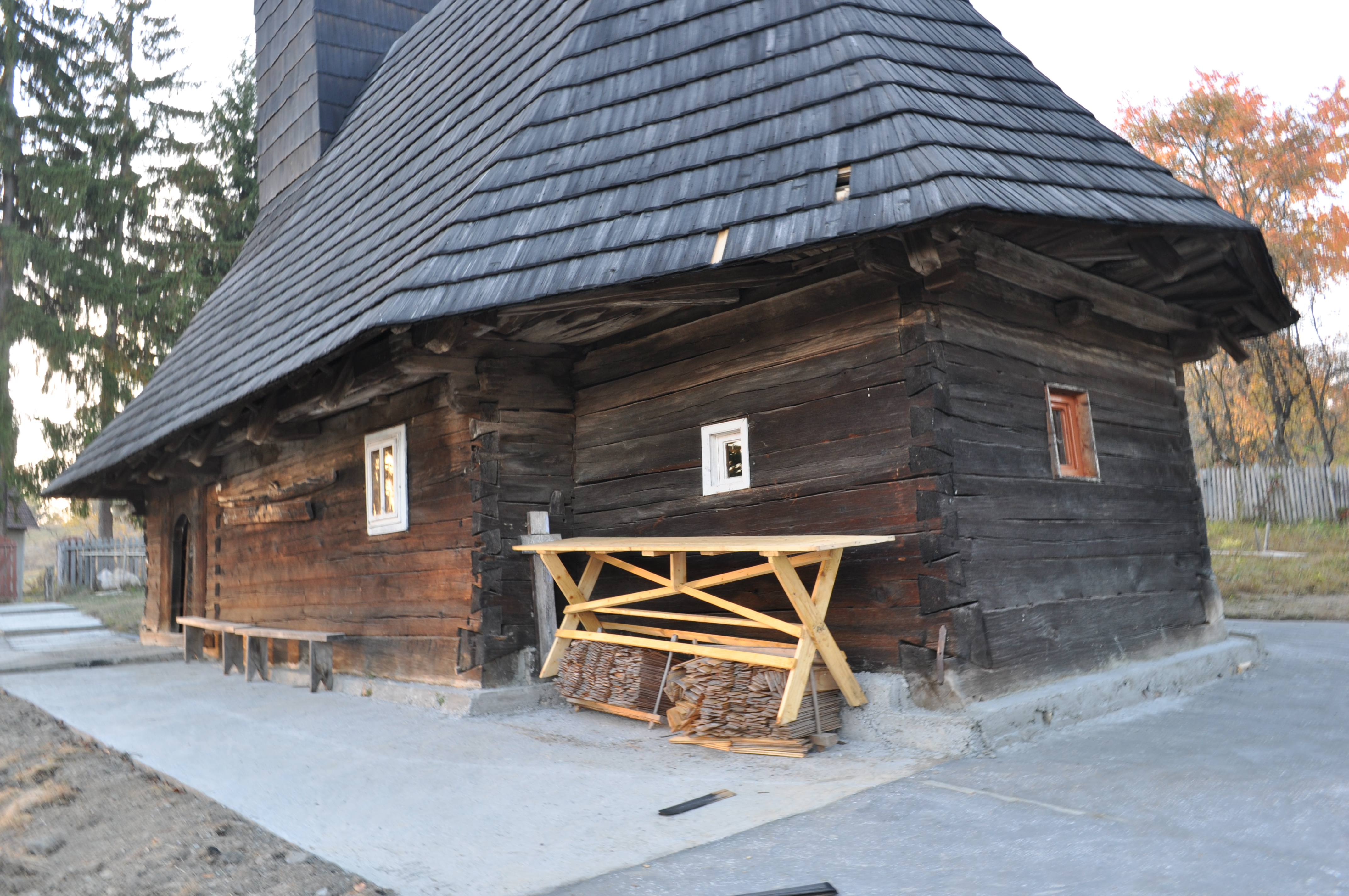
Eglise en bois empilé en queues d'aronde en Roumanie